# Léon Bourgeois
Léon Victor Auguste Bourgeois (París, 21 de mayo de 1851 - castillo de Oger, Marne, 29 de septiembre de 1925) fue un político francés y padre del solidarismo.
Educado en leyes, toda su vida estuvo ligada a la actividad política y administrativa francesa. Prefecto de Tarn en 1882 y después en la Alta Garona en 1885, se trasladó a París, donde fue prefecto de policía en 1887. En 1888 es elegido diputado radical del Marne.
Fue nombrado subsecretario de Estado en el gobierno de Charles Floquet. Ocupó regularmente cargos ministeriales a partir de 1890 (ministro de Educación Nacional (1890-1892 y 1898), ministro de Justicia (1893), ministro de Asuntos Exteriores (1906), y especialmente la presidencia del consejo de noviembre de 1895 a abril de 1896. Durante la I Guerra Mundial participó en el gobierno como ministro sin cartera.
Sucedió a Paul Deschanel como presidente de la Cámara de Diputados desde el 10 de junio de 1902 al 12 de enero de 1904. Fue senador en 1905 y presidente del Senado del 14 de enero de 1920 al 16 de febrero de 1923.
Fue delegado en representación de Francia en las Conferencias de La Haya de 1899 y 1907 y miembro permanente de la Corte Permanente de Arbitraje de La Haya.
De 1907 a 1922 Bourgeois fue el primer presidente de la Sociedad de Amigos del Museo Nacional de Historia Natural y del Jardín de las Plantas. También fue presidente de la Alianza de Higiene Social (Alliance d'hygiène sociale).
Fue notable su participación en la organización de la Sociedad de Naciones, presidiendo en 1920 su primera sesión. En ese mismo año fue galardonado con el premio Nobel de la Paz.